# Papilio godeffroyi
Papilio godeffroyi är en fjärilsart som beskrevs av Semper 1866. Papilio godeffroyi ingår i släktet Papilio och familjen riddarfjärilar. Inga underarter finns listade i Catalogue of Life.

## Bildgalleri

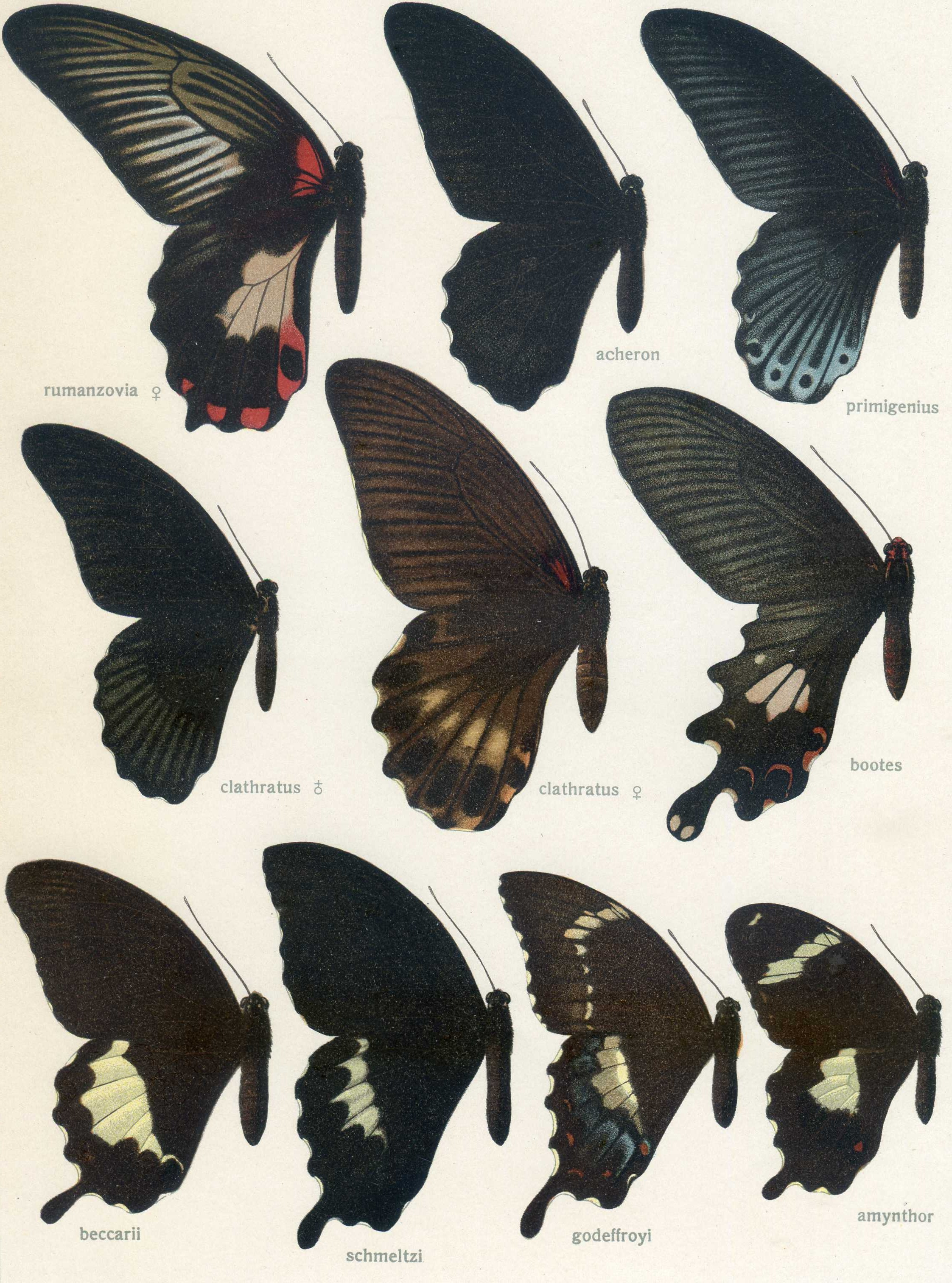